# نصب سيزار تشافيز الوطني
نصب سيزار شافيز الوطني أو نصب سيزار تشافيز التذكاري الوطني، والمعروف أيضًا باسمِ نويسترا سينورا رينا دي لا باز هو نصبٌ تذكاري وطني أمريكي يقعُ في كين، مقاطعة كيرن، كاليفورنيا، ويقعُ تحديدًا على بُعد حوالي 32 ميلًا من بيكرسفيلد، كاليفورنيا. كان العقار مقرًا للمجموعة الحرفيّة التي تُعرف حرفيًا باسمِ عمال المزارع المتحدون (بالإنجليزية: United Farm Workers)‏ وموطنًا لسيزار تشافيز من أوائل السبعينيات حتى وفاته في عام 1993. يقعُ قبر شافيز في حدائق قريبة من هذا النصب التذكاري جنبًا إلى جنبٍ مع قبر زوجته هيلين فابيلا شافيز. طُوّرَ في الأصل كمقر ومنطقة سكن للعمال، وكان بمثابة مصحة السل المعروفة باسمِ مصحة ستوني بروك (بالإنجليزية: Stony Brook Sanitorium)‏ في أوائل القرن العشرين، حتى استحوذت عليها المجموعة الحرفيّة المعروفة باسمِ عمال المزارع المتحدون في أوائل السبعينيات.

## التاريخ
بُني نصب سيزار تشافيز التذكاري الوطني من قبل الرئيس باراك أوباما في 8 تشرين الأول/أكتوبر 2012 بموجبِ إعلان قانون الآثار. يقعُ النصب التذكاري بين جبال تيهاتشابي في كين، كاليفورنيا، على بعد حوالي 32 ميل (51 كـم) جنوب شرق بيكرسفيلد. يُعرف مكان الإقامة بالاسمِ الحرفيّ سيدتنا ملكة السلام (بالإسبانية: Nuestra Señora Reina de la Paz)‏، والذي أصبحَ معلمًا تاريخيًا وطنيًا جنبًا إلى جنب مع النصب التذكاري في 8 تشرين الأول/أكتوبر 2012.
النصب التذكاري هو الوحدة 398 في نظام المنتزهات الوطنية ويتم إدارته بشكل تعاوني من قِبل خدمة المتنزهات القومية (بالإنجليزية: National Park Service)‏ ومركز تشافيز الوطني. تبرَّع المركز وأفراد من عائلة شافيز بممتلكات لاباز للحكومة الفيدرالية لإنشاء النصب التذكاري الوطني. وفَّرت مؤسسة الحدائق الوطنية (أو مؤسسة المتنزهات الوطنية) التمويل الأولي لهذا النصب، بالإضافةِ لصندوق التراث الأمريكي اللاتيني، ولا تزال بعض خدمات وبرامج النصب في مرحلة التطوير، لكن مركز الزوار والحديقة التذكارية حيث دفن تشافيز مفتوحانِ للجمهور. أُغلقَت مناطق معيّنة من النصب أمام الجمهور نظرًا لأن عائلة شافيز لا تزال تعيش في لاباز، ولا يزال أعضاء عمال المزارع المتحدون يعملون في مكاتب المنظَّمة المتمركزة في العقار.

## الإدراج المقترح في الحديقة الوطنية
بحلول تشرين الأول/أكتوبر 2013، حُدِّدَ الموقع كواحدٍ من عدة مواقع ليكون جزءًا من حديقة تاريخية وطنية جديدة مقترحَة لإحياء ذكرى حياة وعمل سيزار شافيز وحركة عمال المزارع. تشملُ المواقع الأخرى للحديقة الجديدة المقترحة – التي تتطلب موافقة الكونجرس – قاعة المجتمع الفلبيني في ديلانو، كاليفورنيا، وفورتي أكريس (مقر منظمة عمال المزارع المتحدون الأصلي في ديلانو)، وقاعة ماكدونيل في سان خوسيه، ومركز سانتا ريتا في فينيكس، أريزونا.

## روابط خارجية
- NPS: الموقع الإلكتروني الرسمي لنصب سيزار شافيز التذكاري الوطني
- Chavezfoundation.org: مؤسسة سيزار شافيز